# Compression thoracique
La compression thoracique est un geste de premiers secours qui se pratique dans deux circonstances :
- la victime est consciente et s'étouffe (obstruction totale des voies aériennes supérieures) mais on ne peut pas pratiquer la méthode d'Heimlich (exemple d'une femme enceinte ou d'une personne obèse, ou d'un nourrisson sur lequel la méthode de Mofenson a échoué, ou d'une victime inconsciente pour laquelle les insufflations ne passent pas) ; le but ici est de provoquer une surpression dans les poumons pour déloger le corps étranger ;
- la victime est inconsciente, ne respire pas et son cœur ne bat plus, les compressions thoraciques servent ici à faire circuler le sang ; on alterne trente compressions thoraciques (depuis juin 2006[1],[2]) et deux insufflations (bouche-à-bouche) ; l'ensemble ventilation artificielle/massage cardiaque est appelé réanimation cardiopulmonaire (RCP).

Dans le deuxième cas, on parlait auparavant de massage cardiaque externe (MCE) ; ce terme a été abandonné car à aucun moment le cœur n'est comprimé.
Cette technique n'est pas une fin en soi mais s'inscrit dans une logique de premiers secours : protection-bilan-alerte des secours-geste de premiers secours.
Le risque de cette technique est de fracturer des côtes de la victime, mais ce risque est négligeable par rapport à la situation (mort certaine de la victime si rien n'est fait).
L'entraînement à cette technique peut être effectué sur un mannequin prévu à cet effet et il est possible de contacter les associations de secourisme pour l'apprendre.

## Historique
En 1874, Moritz Schiff publie la première description de la réanimation de chiens par la compression rythmique du cœur à thorax ouvert,
Dès 1878, Boehm démontre qu'une pression rythmique sur le thorax de petits animaux pouvait maintenir une pression artérielle sur un cœur arrêté.
La technique a été publiée chez l'homme pour la première fois en 1960 par Kouwenhoven.
On la doit cependant aux Japonais qui l'ont mise en œuvre longtemps avant. Elle a été longtemps gardée secrète (parmi d'autres techniques) et était transmise aux seuls "initiés". Plusieurs vidéos de la situation dans la ville d'Hiroshima juste après l'explosion atomique, prises sur le vif, filmaient des Japonais en train de pratiquer le massage cardiaque. À noter que cette technique était généralement utilisée sur une personne mise en position "assise".
Ces techniques ont été "testées" "scientifiquement" sur des prisonniers de guerre dans l'Unité 731. Un manuel à l'usage des militaires a été édité à la suite de ces "expériences" en 1944, mais il est resté secret encore quelques années. Ces expériences ont à juste titre été qualifiées de crime contre l'humanité.
Ce manuel a été transmis à Henri Plée (sans explications sur l'origine des découvertes dudit manuel), qui a été le grand artisan de la diffusion du karaté en Europe. Sa diffusion s'est faite plus ou moins à son insu lorsque ce dernier l'a fait traduire aux États-Unis. Henri Plée a fait paraitre deux ouvrages à ce sujet : l'art sublime et ultime des points vitaux & l'art ultime et sublime des points de vie.

## Description de la technique

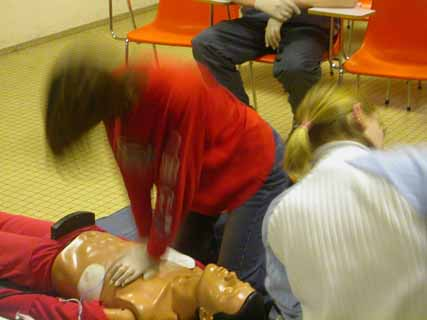
Entraînement aux compressions thoraciques sur un mannequin

### Position des mains
La technique consiste à appuyer avec le talon de la main (partie de la main rattachée au poignet) sur le milieu de la poitrine. Il y a un os, le sternum, auquel s'attachent les côtes. Si l'on touche cet os, on s'aperçoit que :
- dans sa partie supérieure, il est bombé vers l'extérieur ; cette partie est surnommée « manche du sabre »[Par qui ?] ;
- et dans sa partie inférieure, il est bombé vers l'intérieur ; cette partie est surnommée « lame du sabre »[Par qui ?].

La partie à comprimer est la lame du sabre. En effet, le manche du sabre est fortement attaché à des os (les clavicules) et offre une résistance importante ; de plus, on peut constater lorsqu'on le frappe que le son résonne (on le nomme parfois également « os de King Kong »), la partie sous-jacente offre donc une résistance trop importante.
La lame du sabre, au contraire, est située au-dessus d'une partie molle et comprenant de nombreux vaisseaux sanguins, comme une sorte d'éponge ; la compression de cette partie est donc aisée, elle provoque une surpression suffisante dans les poumons et par conséquent un mouvement d'une quantité suffisante de sang. Par ailleurs, son bombement vers l'intérieur permet de placer le talon de la main.

### Position de la victime
La victime doit être placée à plat-dos sur une surface dure, en général à même le sol : sur une surface molle comme un lit, l'appui serait inefficace (on comprime le matelas, pas la poitrine).
En milieu hospitalier, certains lits ont un matelas pneumatique pour éviter les escarres et possèdent une valve permettant le dégonflage d'urgence, ce qui permet de transformer le lit en plan dur, sinon, il est possible de positionner une planche dorsale courte sous le tronc du patient ; dans les deux cas, l'efficacité est maximale si la personne effectuant les compressions thoraciques est à genou sur le lit.

### Position du sauveteur
Le sauveteur doit être placé bien à l'aplomb au-dessus du point d'appui, bras tendu, afin d'être sûr d'appuyer vers le bas.
Entre 1991 et 2001, on a recommandé en France de mettre le bras de la victime à angle droit, et que le sauveteur chevauche le bras : ainsi, le sauveteur était plus proche du corps (ce qui permet une meilleure verticalité), et le bras constitue un repère permettant de passer facilement des compressions thoraciques au bouche-à-bouche.
Depuis 2001, on recommande au contraire de mettre le bras le long du corps : ainsi, en cas de mise en œuvre d'un défibrillateur semi-automatique ou automatique externe, le sauveteur risque moins de toucher la victime. En cas de contact, le sauveteur – ou tout autre personne – peut recevoir un choc électrique violent, bien que de danger faible. Mais surtout, l'analyse de la victime serait erronée, ou la victime ne bénéficierait pas du choc électrique.
Dans le cas d'un nourrisson, la surface dure est en général une table dans le cas de la réanimation cardiopulmonaire, ou bien l'avant-bras du sauveteur dans le cas d'une désobstruction des voies aériennes.

### Rythme de compression
Dans le cas de la réanimation cardiopulmonaire, le rythme constitue un point important des compressions. Il faut s'attacher à faire des compressions régulières, à laisser la poitrine reprendre sa forme initiale entre deux compressions, et à ce que le temps de relâchement soit égal au temps de compression.
En effet, le relâchement de la poitrine permet le retour veineux, et donc le remplissage du cœur, capital pour la bonne circulation. Le rythme de massage doit être suffisant pour faire circuler le sang, mais pas trop rapide sinon la circulation n'est pas efficace (on crée des turbulences qui s'opposent à l'écoulement du sang). Le fait d'adopter un rythme régulier permet aussi d'avoir des mouvements fluides, ce qui réduit le risque de fracture des côtes. On conseille pour cela de compter à voix haute : « un-et-deux-et-trois-… », les « et » correspondant au temps de relâchement.
Jusqu'à une époque récente, le rythme utilisé était essentiellement empirique, pouvant être aussi bas que 30-40 par minute lors des premières tentatives à la fin du XIXe siècle. Les premières recommandations américaines conseillaient une fréquence de 60 par minute.
Les recommandations européennes indiquent qu'un cycle compression-relâchement doit durer 0,6 seconde (on fait donc 15 cycles en 9 secondes) ; cela représente une fréquence de 100 à 120 compressions par minute, mais les cycles de compression étant interrompus par des insufflations, il n'y a en fait que 75 à 80 compressions thoraciques en une minute. Les recommandations américaines de 2010 parlent d'une fréquence d'au moins 100 par minute sans fixer de limites hautes.
Cette fréquence est un des points critiques de l'efficacité circulatoire. Il existe une corrélation entre le taux de survie et la fréquence de massage : chez les patients survivants, la fréquence moyenne de compression était de 90 par minute, alors que chez les patients décédés, elle était de 70 par minute seulement. La probabilité de retour à un rythme cardiaque spontané semble maximale lorsque la fréquence de compression est de 125 par minute sans toutefois que cela change le pronostic final en termes de survie.

## Compression thoracique sur un adulte ou un enfant de plus de huit ans

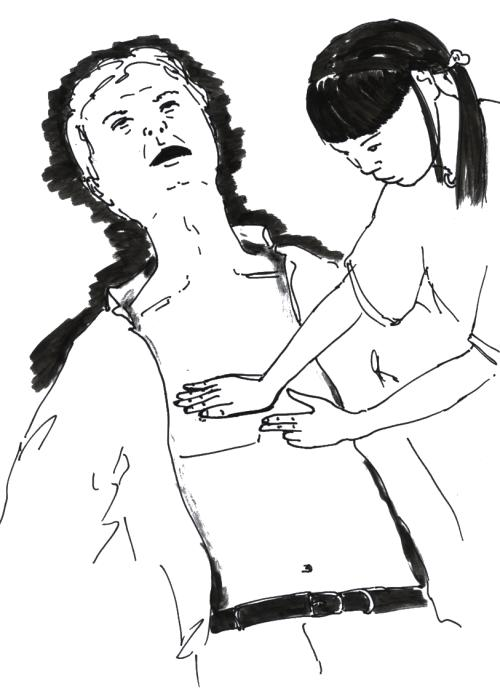
Placement de la main avant la CPR. La main se place, chez un adulte à deux doigts en haut du plexus solaire.

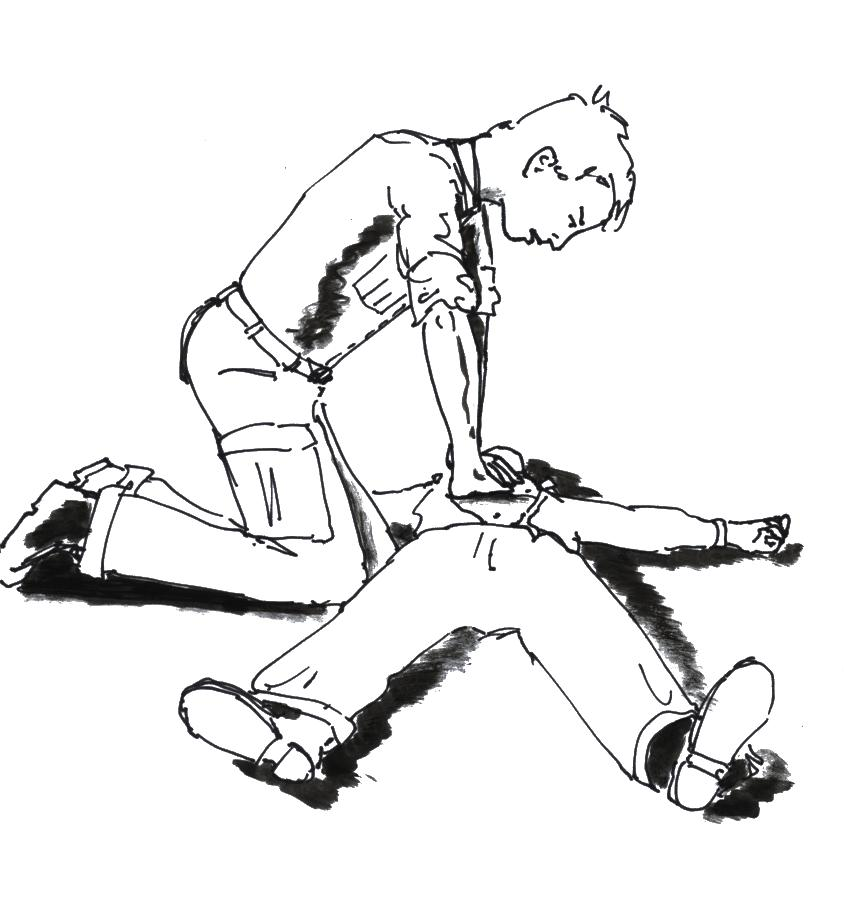
Position pour la CPR. Les bras sont maintenus tendus, les compressions viennent du mouvement des épaules.

Le sauveteur se place à genou à côté de la victime, au niveau de la poitrine, le plus proche du corps de celle-ci.
Il place le talon d'une main (partie restante de la paume quand nous replions les doigts sur sa main) au milieu de la poitrine nue de la victime.
Une fois la première main positionnée, la deuxième vient se placer par-dessus.
Il est important que seul le talon de la main touche la poitrine ; les doigts doivent être relevés pour éviter de comprimer les côtes.
Puis, le sauveteur se place bien verticalement au-dessus de la poitrine, les bras tendus et coudes verrouillés. Il appuie progressivement et sans à-coup avec le poids de son corps afin d'enfoncer la poitrine de 5 à 6 cm ; puis, il se redresse afin que la poitrine reprenne son volume normal. Un cycle compression-relâchement dure environ 0,6 seconde, la compression dure autant de temps que le relâchement.
Pour plus de renseignement voir le RN PSC1 (référentiel national de PREVENTION ET SECOURS CIVIQUE DE NIVEAU 

## Compression thoracique sur un enfant entre un et huit ans
Sur un enfant de un à huit ans, la compression se fait avec un seul bras tendu, afin de limiter la force exercée. La poitrine doit s'enfoncer d'un tiers de l'épaisseur du thorax.

## Compression thoracique sur un nourrisson de moins d'un an
Sur un nourrisson, l'appui se fait avec deux doigts, la poitrine devant s'enfoncer d'un tiers de l'épaisseur du thorax. Les deux doigts se placent à une distance d'un doigt au-dessus de la partie inférieure du thorax (appendice xiphoïde).
Dans le cas d'une obstruction totale des voies aériennes, cette technique fait suite à la Méthode de Mofenson ; le sauveteur est alors assis et le nourrisson est à plat ventre à cheval sur l'avant-bras du sauveteur. Le sauveteur place l'autre bras contre le dos du nourrisson, maintient la tête avec sa main, puis retourne le nourrisson ; celui-ci se retrouve à plat-dos sur l'avant-bras du sauveteur. L'avant-bras s'appuie sur la cuisse.
Dans le cas d'une réanimation cardiopulmonaire, les compressions font suite à une insufflation ; le nourrisson est alors plat-dos sur une table. La main qui tient la tête en position neutre reste en place, et c'est la main qui était sous le menton qui pratique les compressions.

## Systèmes mécaniques
Des systèmes mécaniques ont été développés pour essayer de remplacer l'action de la main. Le premier était sous la forme d'une roue excentrée assurant une compression cyclique sur le sternum. Ce système a été abandonné.
À partir du milieu des années 1990 est apparue la cardiopompe (Ambu Cardio-pump) : il s'agit d'une ventouse que l'on colle sur la poitrine, et munie de poignées. Si le bénéfice en matière de circulation a été prouvé, peu d'études ont en revanche prouvé un meilleur taux de survie, et l'efficacité du dispositif est contestée (il n'est toutefois pas néfaste). Après un engouement pour ce dispositif prometteur, de nombreux organismes cessent de l'utiliser.
Un système similaire a été inventé et permettant de faire des contre-compressions abdominales : le LifeStick Ressuscitator. Il comprend deux parties adhésives, une allant sur la poitrine et l'autre sur l'abdomen, reliées par un balancier muni de deux poignées.
De nouveaux systèmes sont apparus dans les années 2000 :
- le système Lucas CPR de Jolife : il s'agit d'un moteur actionnant un piston qui appuie périodiquement sur le thorax, le moteur étant relié à une planche se glissant sous les omoplates par une sangle. Ce système permet une plus grande augmentation du débit cardiaque, de la pression de perfusion sur les artères coronaires[15] et du débit cérébral[16], du moins chez l'animal, que le massage manuel ;
- le système AutoPulse de Revivant : une planche est glissée dans le dos de la victime, et une sangle s'y attache et passe sur la poitrine ; la planche dispose d'un système mécanique qui tend et détend la sangle, assurant les compressions thoraciques ;
- le système Thumper de Michigan Instrument, qui est un piston muni d'un pied qui se fixe sur une planche dorsale.

Ces systèmes permettent la réalisation automatisée du massage cardiaque, facilitant la prise en charge, surtout durant le transport et certaines procédures (angioplastie coronaire). Il n' y a cependant, pas de preuve de supériorité par rapport à la technique manuelle quant au taux de survie,.

## Autres techniques associées

### Massage abdominal
D'autres techniques ont été essayées par des équipes médicales en association avec les compressions thoraciques. Par exemple, le fait d'effectuer des compressions abdominales à contre-temps des compressions thoraciques pour améliorer le retour veineux ; cela ne peut se faire que sur un patient intubé en raison des risques de régurgitation (syndrome de Mendelson), et est finalement peu pratiqué, sans doute en raison d'un manque de bénéfice flagrant.

### Massage des membres
Dans certains cas, les équipes médicales pratiquent des massages des membres pour assurer une circulation jusqu'aux extrémités: en effet, le sang circulant mal, une des complications possibles en cas de survie est l'amputation d'extrémités. Ceci ne peut se concevoir qu'avec une équipe importante, et donc exclusivement en bloc opératoire. On pourrait objecter que plus le sang va vers les extrémités, moins il va vers le myocarde et le cerveau.

### Ébranlement thoracique
Dans certains pays, on préfère, avant le massage cardiaque externe, réaliser un ébranlement thoracique (ou « coup de poing sternal ». Ce geste consiste à frapper deux ou trois fois, sèchement, avec le poing, le thorax de la victime à hauteur du cœur. L'efficacité est très inconstante. Le geste n'est pas dénué de risque et la méthode ne doit pas se substituer au massage cardiaque externe classique.

## Situations particulières

### En micropesanteur
Le malaise cardiaque fait partie des urgences médicales étudiées par les agences spatiales, mais sa prise en charge dans l'espace ne peut se faire comme au sol en raison du principe d'action-réaction qui a tendance à éloigner le sauveteur et la victime. Plusieurs procédures adaptées, dont certaines nécessitant un sanglage, ont donc été mises au point spécifiquement pour la micropesanteur. Fin 2020 aucun arrêt cardiaque n'a eu lieu dans l'espace et ces procédures n'ont jamais été appliquées en conditions réelles, les spationautes en mission s'entraînent cependant régulièrement à réaliser ces gestes.